# Chilly Willy
Chilly Willy és un personatge de dibuixos animats, un pingüí diminut. Va ser creat pel director Paul Smith per a l'estudi Walter Lantz el 1953, i desenvolupat per Tex Avery en els dos curts posteriors al debut dirigit per Smith. El personatge aviat es va convertir en el segon personatge més popular de Lantz/ Universal, darrere de Woody Woodpecker. Es van produir cinquanta dibuixos animats de Chilly Willy entre 1953 i 1972.

## Inspiració i concepció
Chilly Willy es va inspirar en l'escriptor de misteri Stuart Palmer, segons el llibre de Scott MacGillivray Castle Films: A Hobbyist's Guide. Palmer va utilitzar l'estudi Lantz com a fons per a la seva novel·la Cold Poison, en què l'estrella dels dibuixos animats era un pingüí, i Lantz va adoptar la idea del pingüí per a la pantalla. El personatge de Pablo el Pingüí de la pel·lícula de Disney de 1945 The Three Caballeros va ser la inspiració per a Chilly Willy. Inicialment, Paul J. Smith va basar el disseny de Chilly en un pingüí diferent del dibuix animat Sliphorn King of Polaroo de Lantz de 1945, però més tard el va redissenyar Tex Avery en la seva segona aparició, I'm Cold, el 1954.

## Atributs i temes comuns
Chilly Willy va aparèixer en 50 curtmetratges produïts per Lantz entre 1953 i 1972, la majoria dels quals impliquen els seus intents de mantenir-se calent, i sovint trobant-se amb l'oposició d'un gos anomenat Smedley (amb la veu a l'original de Daws Butler). L'Smedley té una boca gran i unes dents afilades (que ensenya quan badalla), però mai no apareix intentant mossegar brutalment en Chilly ni ningú altre. Hi va haver moments, però, en què Chilly i Smedley es van entendre, com ho van fer a Vicious Viking i Fractured Friendship, però Chilly mai es va referir a Smedley pel seu nom. La majoria de vegades que en Chilly s'oposava a en Smedley, al final tots dos eren amics. En Chilly era més una molèstia per a en Smedley que un enemic, i sovint apareixia allà on treballava, generalment per a algun empresari malvat. Moltes vegades, la noció de trama era extremadament feble, semblant una col·lecció aleatòria de gags vagament relacionats en lloc d'una història coherent.
Dos dels amics de Chilly als dibuixos animats posteriors van ser en Maxie l'ós polar (veu original de Daws Butler) i Gooney l'albatros "Gooney Bird" (veu original de Daws Butler que imitava Joe E. Brown). En Maxie ha aparegut amb en Chilly més vegades que en Gooney. Només hi ha hagut dos dibuixos animats en què els tres personatges han aparegut junts: Gooney's Goofy Landings (on Chilly i Maxie intenten perfeccionar els aterratges de Gooney) i Airlift a la Carte (on Chilly, Maxie i Gooney van a la botiga propietat de Smedley).
En alguns episodis, Chilly Willy també tracta amb un caçador anomenat Coronel Pot Shot (veu de Daws Butler) per a qui Smedley treballa en alguns episodis. En Pot Shot donava ordres amb una veu tranquil·la i controlada, i després explotava de ràbia quan li deia a en Smedley què passaria si fracassava en el seu objectiu. A més, en dos episodis, Chilly Willy va ser més llest que Wally Walrus (un antagonista recorrent de Woody Woodpecker) quan Chilly Willy es va trobar amb els seus projectes de pesca.

## Curts
Paul Smith va dirigir el primer dibuix animat de Chilly Willy, titulat simplement Chilly Willy, el 1953. La versió inicial de Chilly Willy s'assemblava a Woody Woodpecker, excepte amb aletes i plomes negres, però va ser redissenyat a la seva forma més familiar en dibuixos animats posteriors.
Tex Avery va revisure el personatge per a dos dels seus curtmetratges, I'm Cold (1954) i The Legend of Rockabye Point (1955), nominat a l'Oscar al millor curt d'animació. Després que Avery deixés l'estudi, Alex Lovy va assumir el càrrec de director, començant per dirigir Hot and Cold Penguin.
En Chilly era mut a la majoria dels seus dibuixos animats dels anys cinquanta i principis dels seixanta, a diferència de la primera aparició en que la seva veu original la va posar Sara Berner a la primera entrega. La següent vegada que va parlar va ser a l'especial de Halloween de The Woody Woodpecker Show, Spook-A-Nanny, el 1964, amb Daws Butler posant la veu original a Chilly fins al final de la sèrie en un estil similar al seu personatge d'Elroy Jetson. El personatge sempre parla a les històries dels còmics basades en ell. També als còmics, en Chilly tenia dos nebots anomenats en Ping i en Pong, de manera similar a com en Woody Woodpecker és l'oncle dels bessons Knothead i Splinter.
Quan els dibuixos animats de Lantz es van presentar per a la televisió el 1957 com a The Woody Woodpecker Show, Chilly Willy va ser una atracció destacada del programa, i ha continuat sent-ho en totes les versions posteriors del programa.

## Còmics
- Walter Lantz New Funnies (1946) (Dell)
- Walter Lantz Andy Panda (1952) (Dell)
- Walter Lantz Woody Woodpecker (1952) (Dell)
- Woody Woodpecker's Back to School (1952) (Dell)
- Woody Woodpecker's Country Fair (1956) (Dell)
- Walter Lantz Space Mouse (1962) (Gold Key)
- Walter Lantz Woody Woodpecker (1962) (Gold Key)
- Golden Comics Digest (1969) (Gold Key)
- Walter Lantz Andy Panda (1973) (Gold Key)
- Woody Woodpecker and Friends (1991) (Harvey)

## Altres aparicions
A la pel·lícula de 1988 Qui ha enredat en Roger Rabbit, Chilly Willy és esmentat pel conegut d'Eddie, Angelo.
En Chilly Willy apareix a The New Woody Woodpecker Show, on no té diàlegs. Igual que en els curts, Chilly s'ha enfrontat a Smedley. Els episodis posteriors presenten el sergent Hogwash (veu original de Blake Clark ) i el major Bull (veu original de Kevin Michael Richardson), que operen en una base militar antàrtica on Chilly tendeix a entrar sense permís. The Legend of Rockabye Point també hi va aparèixer al principi, anomenada "A Classic Chilly Cartoon".
En Chilly Willy és un personatge secundari de la sèrie animada Woody Woodpecker del 2018, amb les veus a l'original de Brad Norman i Dee Bradley Baker.
Chilly Willy fa un cameo a la pel·lícula del 2024 Woody Woodpecker Goes to Camp com una escultura de fusta que fa en Woody.